# Chrysochromioides micropunctata
Chrysochromioides micropunctata är en tvåvingeart som beskrevs av Enrico Adelelmo Brunetti 1926. Chrysochromioides micropunctata ingår i släktet Chrysochromioides och familjen vapenflugor.
Artens utbredningsområde är Kongo. Inga underarter finns listade i Catalogue of Life.